# Olga Esina

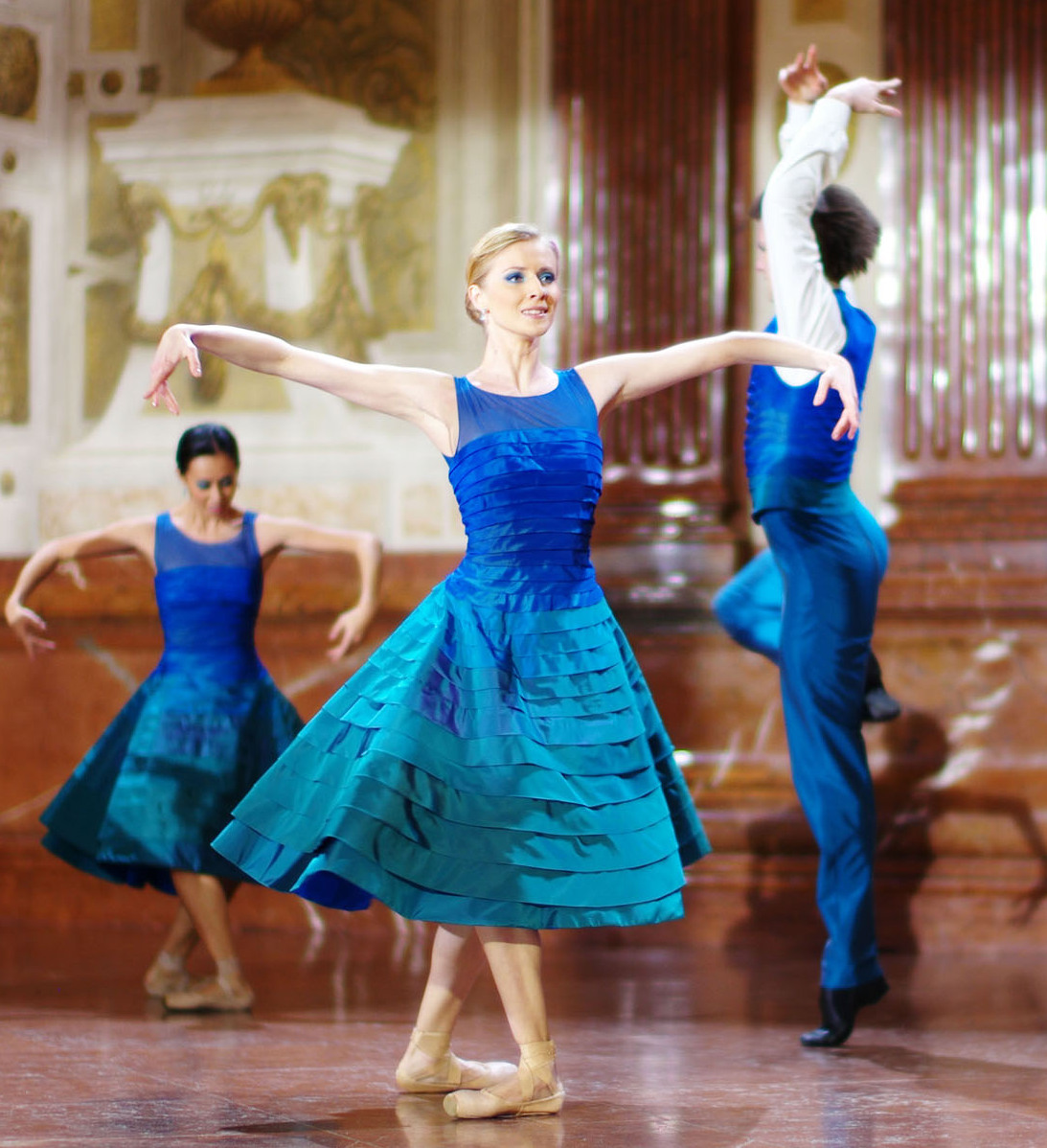
Olga Esina bei den Proben für das Neujahrskonzert der Wiener Philharmoniker 2012

Olga Esina (russisch Ольга Есина; * 1986 in Leningrad, Sowjetunion) ist eine russische Balletttänzerin. Von 2004 bis 2006 war sie Mitglied des Balletts des Mariinski-Theaters. Seit 2006 ist sie Solotänzerin des Balletts der Wiener Staatsoper und Volksoper, seit 2010 ist sie Erste Solotänzerin des Wiener Staatsballetts.

## Leben
Von 1996 bis 2004 studierte Esina in ihrer Heimatstadt an der Waganowa-Ballettakademie bei Lyudmila Kovaleva.
Von 2004 bis 2006 war sie Mitglied des Balletts des Mariinski-Theaters, wo sie unter anderem als Odette/Odile in Schwanensee, in der Rolle der Königin der Dryaden in Don Quixote sowie als Fliederfee in Dornröschen zu sehen war. 2006 wechselte sie nach Wien, wo sie seitdem als Solotänzerin des Balletts der Wiener Staatsoper und der Volksoper auftritt. Seit 1. September 2010 ist sie Erste Solotänzerin des Wiener Staatsballetts.
Fernsehauftritte hatte bei sie den Übertragungen des Neujahrskonzertes der Wiener Philharmoniker sowie den Eröffnungen des Wiener Opernballes.
Im Juni 2014 heiratete sie den Ersten Solotänzer der Wiener Staatsoper Kirill Kourlaev. Im März 2017 wurden die beiden Eltern einer Tochter. Im Oktober 2021 kam ihre zweite gemeinsame Tochter zur Welt.
2017 und 2018 übernahm sie die künstlerische Leitung der Weltstar-Gala am Wiener Volkstheater. Im November 2019 feierte sie mit dem Ballett Jewels des Choreografen George Balanchine Premiere.

## Auszeichnungen
- 2006 und 2012: Nominierungen für den Prix Benois de la Danse[2][10]
- 2008: Prix International der Zeitschrift Ballet 2000
- 2014: Nominierung für den Taglioni Award in der Kategorie Beste Tänzerin